# Ekaterina Kabešova
Ekaterina Vladimirovna Kabešova (in russo Екатерина Владимировна Кабешова?; Ivanovo, 5 agosto 1986) è una pallavolista russa.
Gioca nel ruolo di libero nella Dinamo-Kazan.

## Carriera
La carriera di Ekaterina Kabešova inizia nel 2001 con la squadra dell'Olimpija Šuja, formazione impegnata nelle categorie minori del campionato russo. Nella stagione 2004-05 debutta in Superliga con la Dinamo Mosca, dove milita per due annate, aggiudicandosi uno scudetto; nell'estate del 2005 viene convocata per la prima volta nella nazionale russa, con cui vince la medaglia di bronzo al campionato europeo.
Nella stagione 2006-07 si trasferisce al CSKA Mosca; con la nazionale vince la seconda medaglia di bronzo consecutiva al campionato europeo 2007. Nella stagione successiva passa al Leningradka, dove resta per due annate; con la nazionale vince la medaglia d'argento al World Grand Prix 2009.
Nel campionato 2009-10 viene ingaggiata dalla Dinamo Krasnodar; con la nazionale vince la medaglia d'oro al campionato mondiale 2010. Nel campionato successivo inizia una lunga militanza nella Dinamo-Kazan, aggiudicandosi cinque scudetti consecutivi, quattro edizioni della Coppa di Russia, la Champions League 2013-14, il campionato mondiale per club 2014 e la Coppa CEV 2016-17.

## Palmarès

### Club
- Campionato russo: 5

2010-11, 2011-12, 2012-13, 2013-14, 2014-15
- Coppa di Russia: 4

2010, 2012, 2016, 2017
- Campionato mondiale per club: 1

2014
- Champions League: 1

2013-14
- Coppa CEV: 1

2016-17

### Premi individuali
- 2003 - Campionato europeo under 18 2003: Miglior libero
- 2010 - Coppa di Russia: Miglior libero
- 2011 - Coppa di Russia: Miglior ricevitrice
- 2014 - Campionato mondiale per club: Miglior libero
- 2017 - Coppa di Russia: Miglior libero